# Juan Cruz Respuela
Juan Cruz Respuela es un futbolista argentino. Se desempeña como volante o delantero y actualmente se encuentra como agente libre.

## Trayectoria
Se formó en las divisiones inferiores del Racing Club, club en el que se inició a los 14 años.
Estuvo a prueba con 3 juveniles mas americanos en el club inglés Manchester United, compartiendo entrenamientos con la estrella mundial Cristiano Ronaldo.
Goleador varios años de su categoría en Las inferiores de la academia y haciendo su debut oficial en la primera división frente al club All Boys entrando en reemplazo de Giovanni Moreno.
Convirtió su prirmer gol en primera división frente al Atlético Nacional de Colombia.
Su último paso por el fútbol profesional fue en Sportivo Rivadavia de Venado Tuerto, donde era uno de los jugadores que más atraía al público, junto con el experimentado Federico Lussenhoff.

## Clubes
| Club               | País      | Año         |
| ------------------ | --------- | ----------- |
| Racing             | Argentina | 2010 - 2011 |
| Sportivo Rivadavia | Argentina | 2011 - 2012 |